# Jiddra inte med Zohan
Jiddra inte med Zohan (engelsk originaltitel: You Don't Mess with the Zohan) är en amerikansk komedifilm från 2008. Filmen handlar om Zohan Dvir (hebreiska: זוהן דביר) – Israels hjälte och landets störste elitsoldat inom antiterroriststyrkan – som tröttnar på sin militärtjänst och iscensätter sin död för att kunna följa sin dröm om att bli frisör i New York i USA. Manuset skrevs av Adam Sandler, Judd Apatow och Robert Smigel, och filmen regisserades av Dennis Dugan. Sandlers produktionsbolag Happy Madison producerade filmen medan den distribuerades av Columbia Pictures. Filmen hade premiär i USA 6 juni 2008. I Sverige premiärvisades den 21 juni och i Finland 22 augusti.

## Handling
Filmen handlar om den israeliske agenten Zohan Dvir (Sandler), som iscensätter sin egen död för att kunna förverkliga sin innersta dröm – att bli frisör i New York.

## Rollista
- Adam Sandler – Zohan "Scrappy Coco" Dvir
- Emmanuelle Chriqui – Dhalia Hakbarah
- John Turturro – Fatoush "Phantom" Hakbarah
- Nick Swardson – Michael
- Lainie Kazan – Gail
- Rob Schneider – Salim
- Ido Mosseri – Uri
- Alec Mapa – Claude
- Dave Matthews – James
- Michael Buffer – Walbridge
- Charlotte Rae – Fru Greenhouse
- Sayed Badreya – Hamdi
- Daoud Heidami – Nasi
- Robert Smigel – Yosi
- Tony Cox – sig själv
- Dina Doron – Zohans mor
- Shelley Berman – Zohans far
- Chris Rock – taxichaufför
- Henry Winkler – sig själv, åker i limousinen som körs av Zohan
- Kevin James – sig själv, åskådare vid Hacky Sack-turneringen
- Mariah Carey – sig själv
- John McEnroe – sig själv
- George Takei – sig själv
- Bruce Vilanch – sig själv
- John Paul DeJoria – Paul Mitchell

## Mottagande
- Aftonbladet - 2/5 [3]
- Dagens Nyheter - 2/5 [4]
- Metro 2/5 [5]
- Svenska Dagbladet 3/6 [6]
- Sydsvenskan 2/5 [7]
- Gomorron Sverige - 3/5 [8]